# Neoclytus anama
Neoclytus anama là một loài bọ cánh cứng trong họ Cerambycidae.